# Phương pháp điều trị MRI HIFU

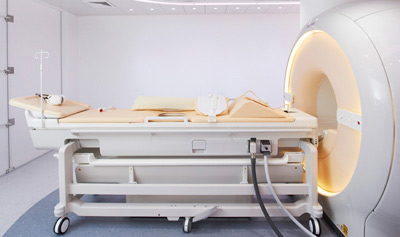
Hệ thống MRI HIFU (1)

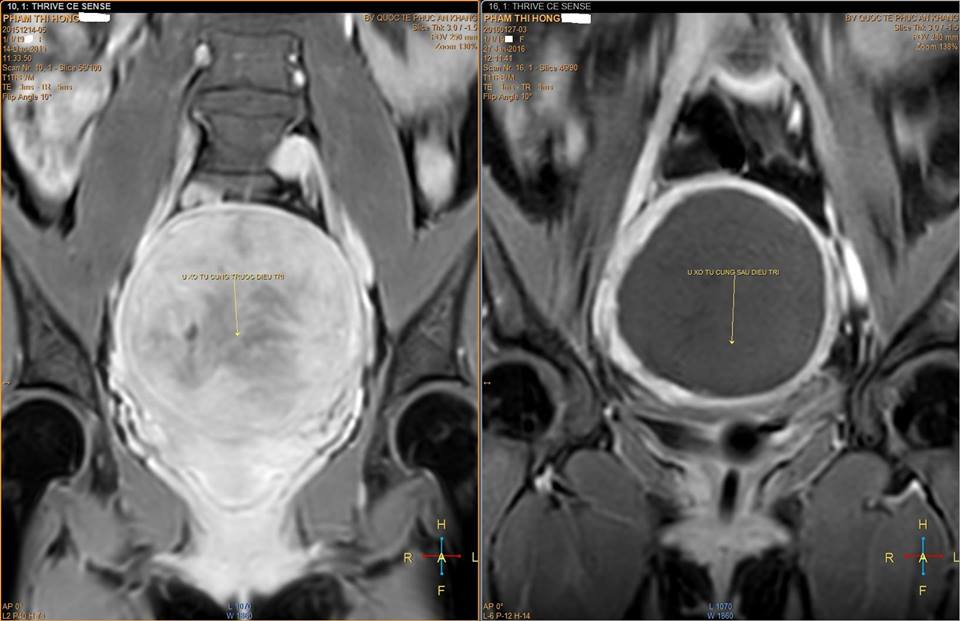
Sự khác biệt của đơn u xơ tử cung trước và sau MRI HIFU

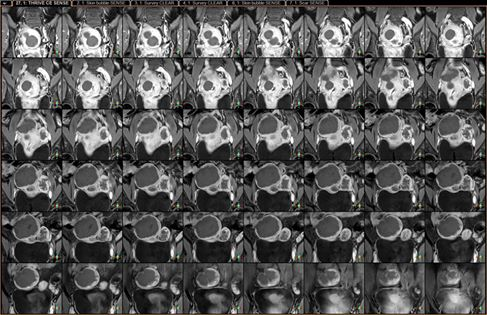
MRI HIFU đa u xơ tử cung

Phương pháp điều trị MRI HIFU, tiếng Anh là MRgHIFU (MRgHIFU viết tắt của từ Magnetic resonance guided high intensity focused ultrasound, siêu âm tập trung cường độ cao dưới định vị của cộng hưởng từ) là một phương pháp phẫu thuật không xâm lấn tiên tiến trên thế giới được ứng dụng điều trị u xơ tử cung và lạc nội mạc tử cung mà không cần phẫu thuật, bằng cách sử dụng năng lượng sóng siêu âm hội tụ làm hoại tử khối u dưới định vị của máy cộng hưởng từ. Đây là một phương pháp phẫu thuật kiểu mới không sử dụng các biện pháp vô cảm và không sử dụng dao mổ . 

## Nguyên lý

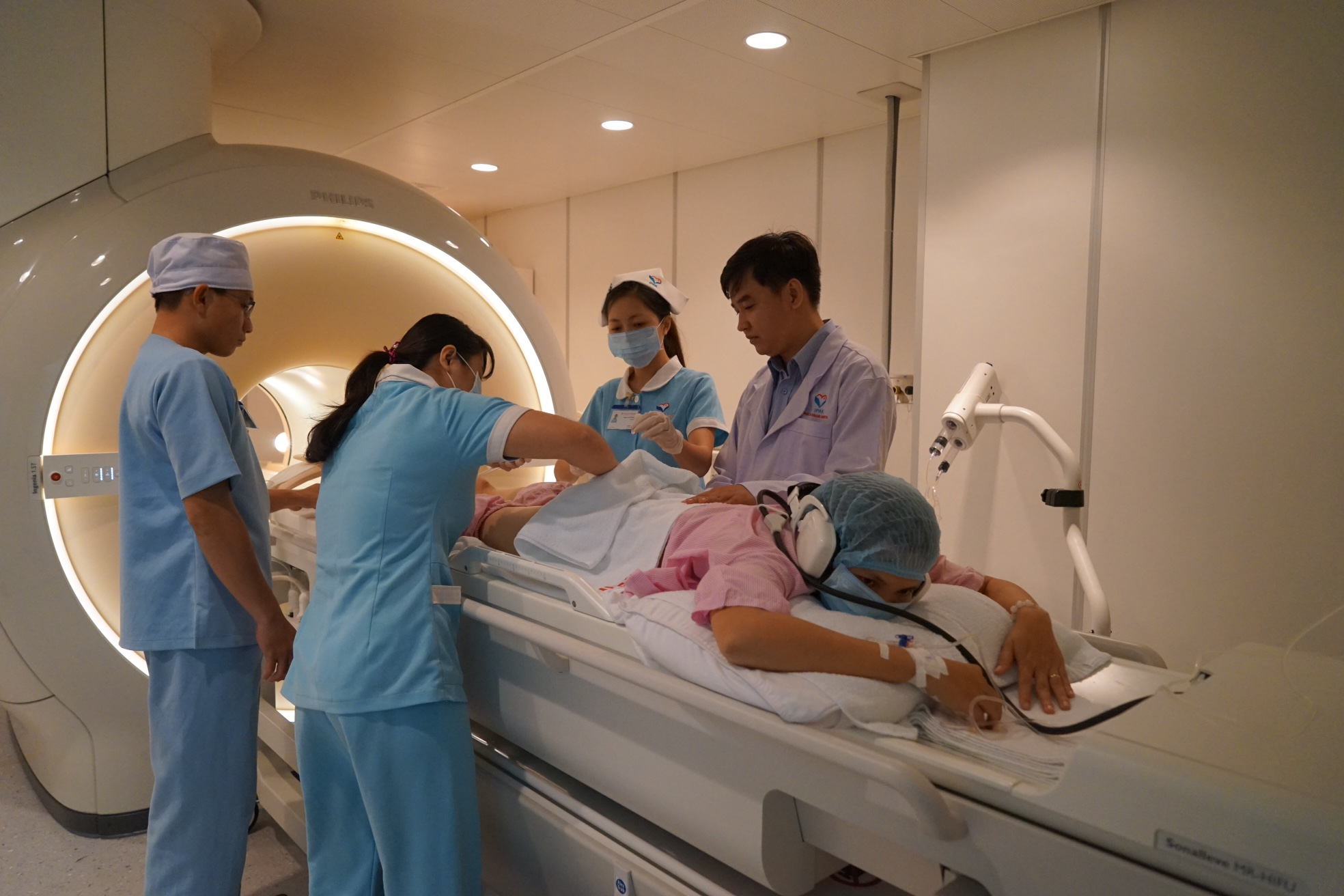
Định vị và chuẩn bị bệnh nhân MRI HIFU

MRI HIFU dựa trên nguyên lý cơ bản tập trung năng lượng sóng siêu âm cường độ cao dưới định vị của máy cộng hưởng từ một cách chính xác vào khối u từ đó làm tăng nhiệt độ nội tại của khối u khiến cho khối u bị chết. Phần mô u bị chết này sẽ được cơ thể hấp thu bằng con đường thực bào tự nhiên .

## Ứng dụng
MRI HIFU được ứng dụng làm phẫu thuật không xâm lấn các bệnh lý u xơ tử cung , lạc nội mạc cơ tử cung (Adenomyosis) , u xương, u tiền liệt tuyến 
MRI HIFU không cần sử dụng đến phương pháp gây tê, gây mê, không sử dụng dao mổ nên không gây chảy máu do đó có độ an toàn cao giúp người bệnh nhanh hồi phục sau điều trị và trở lại sinh hoạt bình thường sau 24 tiếng .

## Các bước thực hiện

### Bước 1: Chụp MRI vùng chậu trước điều trị
Bệnh nhân được chụp nhiều loạt hình ảnh cộng hưởng từ liên quan đến u xơ tử cung và lạc nội mạc tử cung. Sau khi hoàn tất chụp cộng hưởng từ vùng chậu cần phải xác định rõ u xơ tử cung và lạc nội mạc tử cung này thuộc loại nào và đặc điểm chi tiết của các khối u này.

### Bước 2: Dùng HIFU dưới định vị của MRI để điều trị
Nếu khối u này phù hợp với phương pháp MRI HIFU bác sĩ sẽ dùng sóng siêu âm khu trú cường độ cao tạo hiệu ứng nhiệt đốt tế bào đích dưới kiểm soát định vị bằng hình ảnh cộng hưởng từ. Kỹ thuật này giúp loại trừ mô đích bất thường trong cơ thể mà không cần phẫu thuật.

### Bước 3: Chụp MRI vùng chậu sau điều trị
Chụp lại MRI vung chậu sau điều trị để đánh giá lại kết quả sau điều trị và ghi nhận sư thu nhỏ dần của khối u định kỳ theo thời gian cụ thể 06 tháng, 12 tháng, 24 tháng sau điều trị. Có khoảng 20% số bệnh nhân cần phải điều trị bổ sung sau 12 tháng điều trị bằng MRI HIFU.

## Quốc gia sử dụng
MRI HIFU phổ biến tại các quốc gia có nền y học tiên tiến như Hoa Kỳ, Liên minh châu Âu, Hàn Quốc, Canada, Na Uy, Ấn Độ.... Tại Đông Nam Á có hai quốc gia phát triển kỹ thuật này là Malaysia và Việt Nam .

### Việt Nam
Năm 2015, Việt Nam đã ứng dụng MRI HIFU điều trị hai loại bệnh lý u xơ tử cung  và lạc nội mạc cơ tử cung . Trong 12 tháng đã có hơn 100 phụ nữ được điều trị bảo tồn tử cung bằng phương pháp này và đã đạt nhiều thành tựu nhất định :

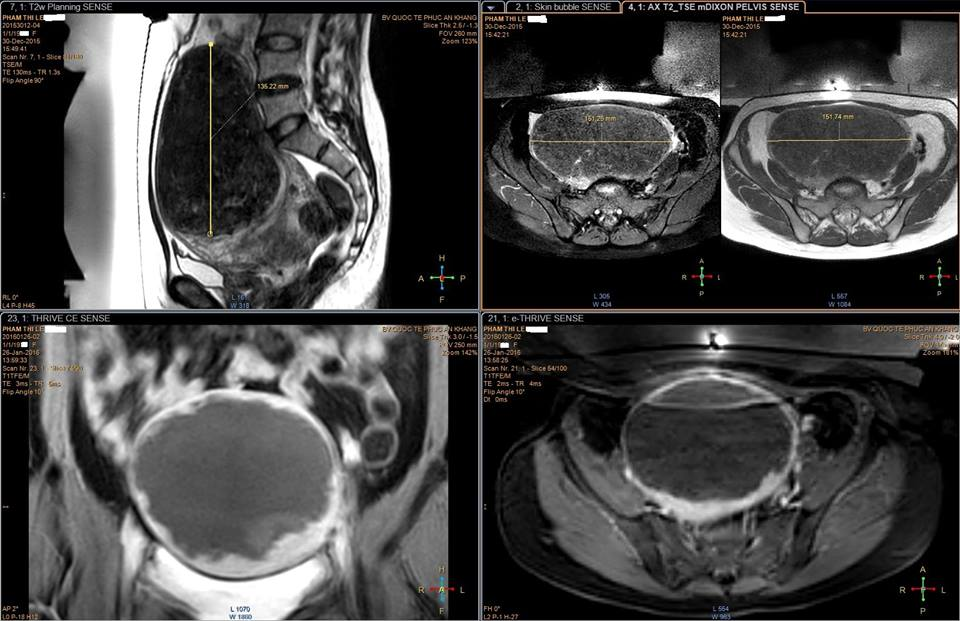
MRI HIFU u xơ tử cung khổng lồ 15cm

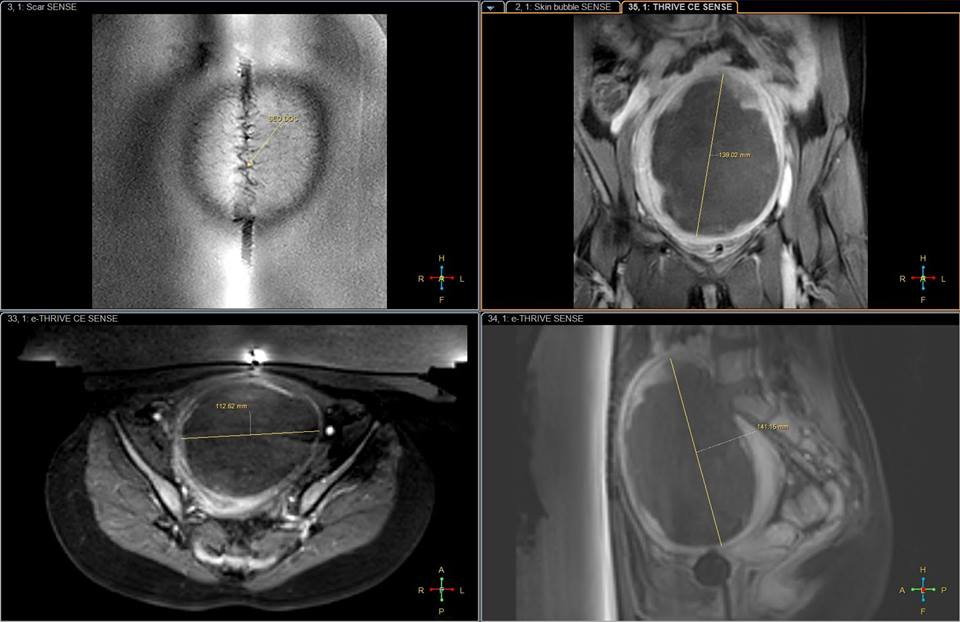
MRI HIFU u xơ tử cung khổng lồ 14cm trên sẹo mổ dọc dài

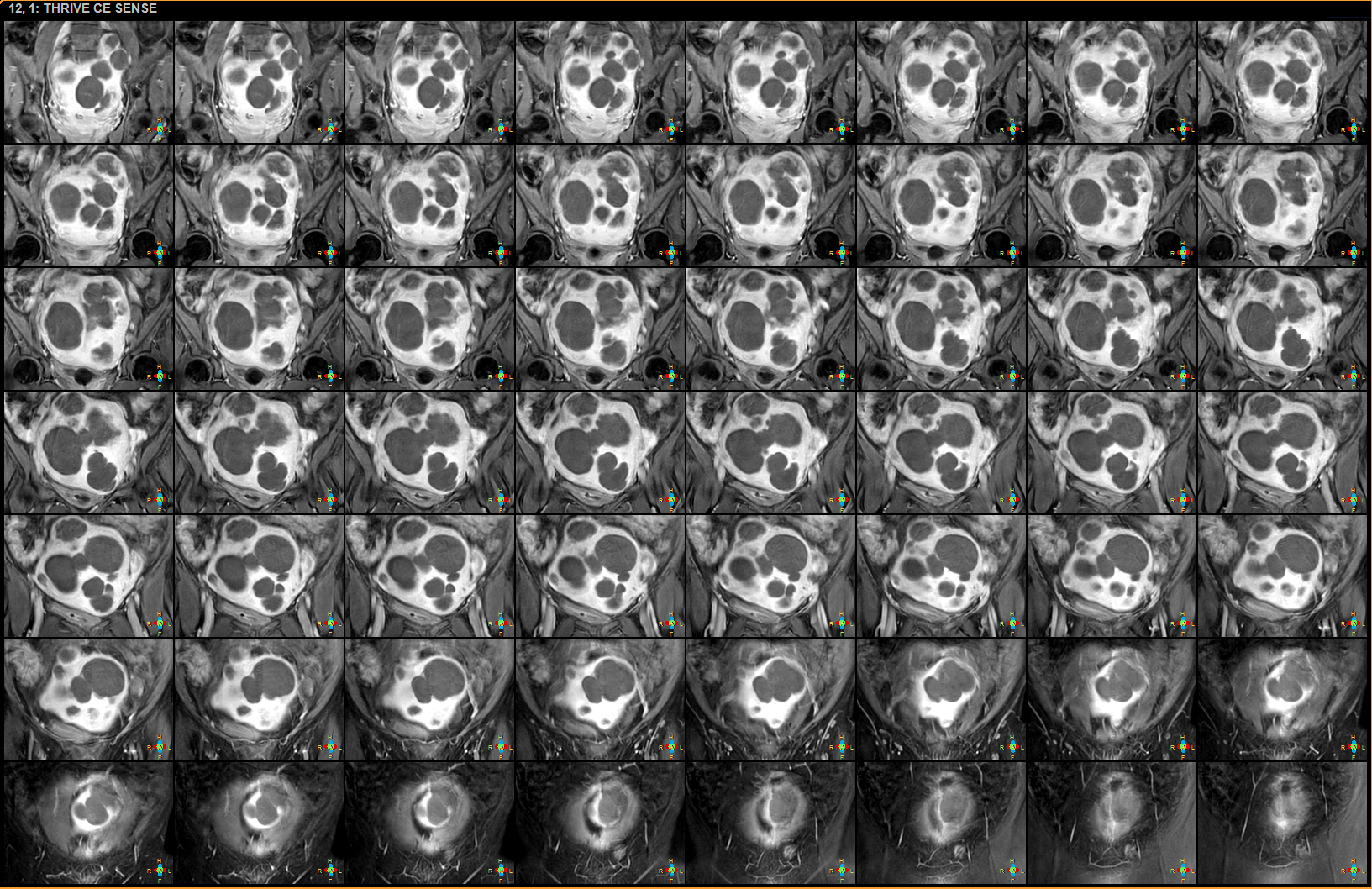
MRI HIFU 30 khối u xơ tử cung trong một lần duy nhất

Điều trị MRI HIFU thành công khối u xơ tử cung khổng lồ với đường kính 15 cm nặng tương đương 1,6 kg .

Điều trị MRI HIFU thành công khối u xơ to 14 cm, nặng 1,4 kg nằm 10 năm trong tử cung . Trước đó, Bác sĩ Nguyễn Minh Đức cũng đã điều trị MRI HIFU thành công các khối u xơ tử cung có kích thước to từ 9 đến 12 cm .
Điều trị MRI HIFU thành công khối u xơ tử cung khổng lồ với đường kính 14 cm với một sẹo mổ dọc dài .
Điều trị MRI HIFU thành công cho 30 khối u xơ tử cung trong một lần duy nhất .
Điều trị MRI HIFU thành công 12 khối u xơ tử cung trong một lần duy nhất .
Điều trị MRI HIFU thành công nhiều loại u xơ tử cung ở các vị trí khác nhau trong một lần duy nhất .
Điều trị MRI HIFU thành công khối u xơ tử cung và lạc nội mạc trong cơ tử cung cho các bệnh nhận có sẹo mổ cũ như sẹo mổ dọc, sẹo mổ ngang,.... bằng kỹ thuật OAR và miếng dán sẹo .
Điều trị MRI HIFU thành công cho nhiều phụ nữ mắc bệnh u xơ tử cung và lạc nội mạc trong cơ tử cung trong nước và ngoài nước  và có nhiều phụ nữ hiếm muộn do hai bệnh này đã mang thai trở lại sau điều trị .
Điều trị MRI HIFU thành công cho những phụ nữ mắc bệnh u xơ tử cung có chống chỉ định với các phương pháp điều trị khác .
Chương trình bảo tồn tử cung cho phụ nữ Việt Nam mắc u xơ tử cung và lạc nội mạc tử cung là chương trình mang ý nghĩa to lớn trong sự nghiệp chăm sóc sức khỏe sinh sản cho người Việt Nam .